# Język sonsorol
Język sonsorol – zagrożony wymarciem język trukański należący do języków mikronezyjskich, używany przez mieszkańców wysp: Sonsorol, Pulo Anna i Merir w stanie Sonsorol Palau.